# Кутхеноджихеви
Кутхеноджихеви (груз. კუთხენოჯიხევი) — село в Грузии, на территории Хобского муниципалитета края (мхаре) Самегрело-Верхняя Сванетия.

## География
Село находится в западной части Грузии, к востоку от реки Хоби, на расстоянии приблизительно 2 километров (по прямой) к востоку от города Хоби, административного центра муниципалитета. Абсолютная высота — 44 метра над уровнем моря.

## Население
По результатам официальной переписи населения 2014 года, в Кутхеноджихеви проживало 206 человек (106 мужчин и 100 женщин). В национальной структуре населения грузины составляли 100 %.
| Год  | Население, человек |
| ---- | ------------------ |
| 2002 | 220                |
| 2014 | ↘ 206              |